# CPR Cisco Bridge
Die CPR Cisco Bridge ist eine eingleisige Eisenbahnbrücke der Canadian Pacific Railway (CPR) über den Fraser River, etwa zehn Kilometer südlich von Lytton, in der kanadischen Provinz British Columbia. Sie ist eine von zwei benachbarten Eisenbahnbrücken über den Fraser Canyon am namensgebenden Streckenpunkt Cisco, der wiederum benannt wurde nach dem angrenzenden Rancherie der „Siska First Nation“, einer Gruppe der Nlaka'pamux.
Die Flussquerung ist seit 1885 Teil der transkontinentalen Eisenbahnstrecke Montreal-Vancouver der CPR. Die erste Konstruktion war eine von Charles Conrad Schneider entworfene Gerberträger-Fachwerkbrücke, die 1882–1884 errichtet wurde. Mit der Entwicklung immer leistungsstärkerer Dampflokomotiven Anfang des 20. Jahrhunderts, musste der Überbau 1910 durch eine Konstruktion für höhere Traglasten ersetzt werden. Durch eine spezielle Unterkonstruktion des mittleren Fachwerkträgers war bei gleichbleibender Höhe der Gleisebene die Verwendung der ursprünglichen Brückenpfeiler möglich. Der alte Überbau wurde demontiert und für die Niagara Canyon Bridge der Esquimalt and Nanaimo Railway auf Vancouver Island weiterverwendet.

## Erste Brücke 1884

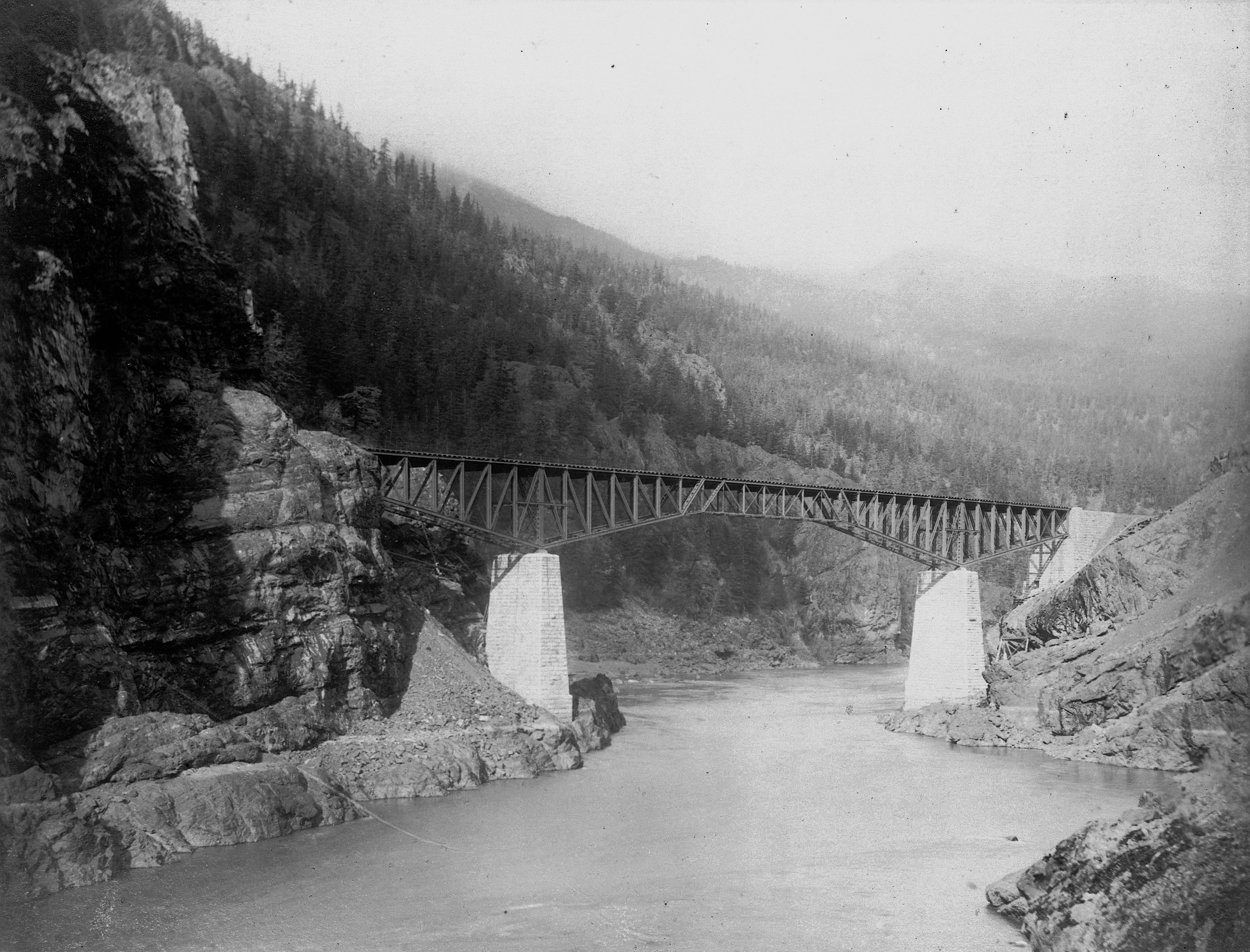
Erste Cisco Bridge der CPR über den Fraser von C. C. Schneider, Foto von 1885

Der Streckenverlauf der ersten kanadischen transkontinentalen Eisenbahnverbindung durch die westliche Provinz British Columbia verläuft von Vancouver nach Calgary über das Interior Plateau den Flussläufen des Fraser River und Thompson River entlang und überwindet dann die Columbia Mountains über den Rogers Pass und die kanadischen Rocky Mountains über den Kicking Horse Pass. Am Unterlauf des Fraser folgt sie dem Westufer und wechselt etwa zehn Kilometer unterhalb von Lytton, wo der aus Osten zufließende Thompson in den Fraser mündet, auf das Ostufer. Dazu war der Bau einer Brücke notwendig, die aufgrund des steilen Fraser Canyons und des bis zu 20 Meter schwankenden Flusspegels des Frasers, nicht wie üblich mit Baugerüsten im Flussbett errichtet werden konnte.
Die CPR engagierte dazu den aus Deutschland emigrierten und in New York City ansässigen Brückenbau-Ingenieur Charles Conrad Schneider, der für die Flussquerung eine der ersten Gerberträger-Fachwerkbrücken in Nordamerika entwarf. Diese spezielle vom Münchner Bauingenieur Heinrich Gerber 1867 entwickelte Bauform einer Auslegerbrücke konnte im Freivorbau errichtet werden und bedurfte keiner Hilfsgerüste. Die Arbeiten an den Brückenpfeilern sowie an dem am Westufer nötigen Tunnel zur Brücke begannen Ende 1882 und waren nach etwa einem Jahr zeitgleich mit der Gleisverlegung zwischen Yale und dem Brückenstandort abgeschlossen. Der Überbau aus Schmiedeeisen und Stahl wurde in Gateshead in England vorgefertigt und nach Port Moody verschifft, wo die Strukturelemente dann im Februar 1884 verladen und über die neuen Gleise zum Streckenpunkt Cisco weitertransportiert wurden. Die Errichtung des 160 Meter langen Gerberträgers war im Juni abgeschlossen und im Folgejahr konnte die transkontinentale Eisenbahnverbindung zwischen Vancouver und Montreal in Betrieb genommen werden.
Schneiders Konstruktion aus Ständerfachwerken mit obenliegendem Gleis bestand aus zwei 64 Meter langen symmetrischen Trägern je Uferseite, die von gemauerten Steinpfeilern getragen wurden und je einen Auslegerarm von 32 Metern zu den Widerlagern und zur Flussmitte bildeten, wo ein 32 Meter langer Einhängeträger den Brückenschluss herstellte. Für den gesamten Überbau wurden etwa 110 t Stahl, 427 t Schmiedeeisen sowie 18 t Gusseisen verbaut. Die Gleisebene verlief in etwa 38 Meter Höhe über Niedrigwasser.

## Zweite Brücke 1910

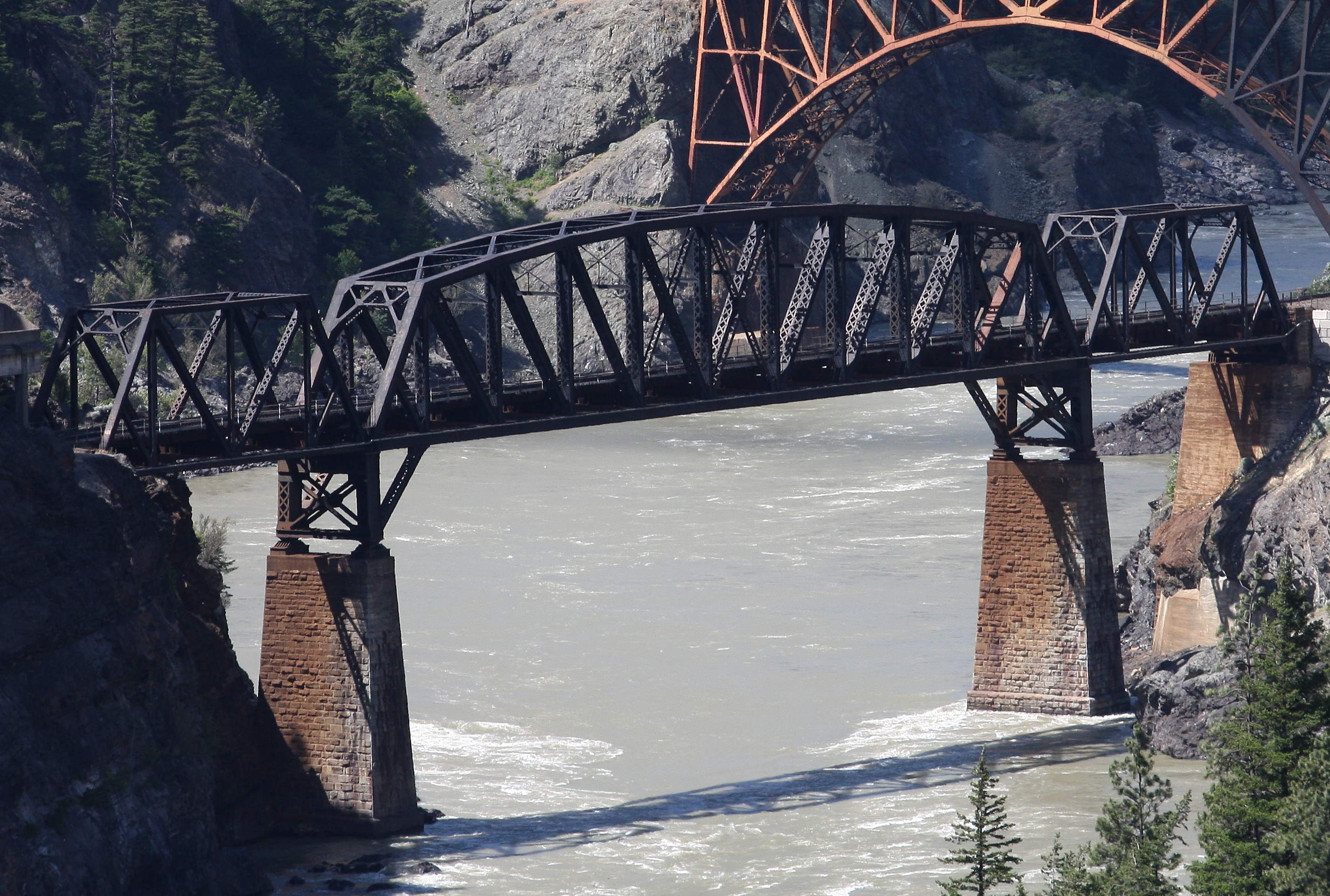
Zweiter Überbau von 1909 auf den alten Pfeilern von 1884, Foto von 2010

Mit der stetigen Zunahme der Gewichte der immer leistungsstärkeren Dampflokomotiven und der transportierten Lasten sowie der Zunahme des Verkehrs auf der wichtigen Hauptstrecke der CPR, kam die Brücke Anfang des 20. Jahrhunderts an ihre Belastungsgrenze und musste ersetzt werden. Die CPR entschied sich daher für den Austausch des Überbaus durch eine Konstruktion für höhere Traglasten, der um 1910 auf den vorhandenen Brückenpfeilern errichtet wurde. Die Ausführung bestand jetzt aus drei separaten Einfeldträgern ähnlicher Bauart, aber mit untenliegendem Gleis. Da der ehemalige Gerberträger das Gleis oberhalb des Obergurtes führte und dessen Konstruktionshöhe zu den Pfeilern hin deutlich zunahm, musste man zur Beibehaltung der Höhe der Gleisebene den mittleren 96 Meter langen Träger mit einer Unterkonstruktion versehen. Zudem wird das Gleis auf zusätzlichen parallel verlaufenden Vollwandträgern geführt, die die Gleisebene gegenüber den Untergurten weiter erhöhen. Flankiert wird der mittlere Fachwerkträger durch je einen kürzeren 32 Meter langen Träger, die auf dem mittleren Träger und dem jeweiligen Widerlager aufliegen.

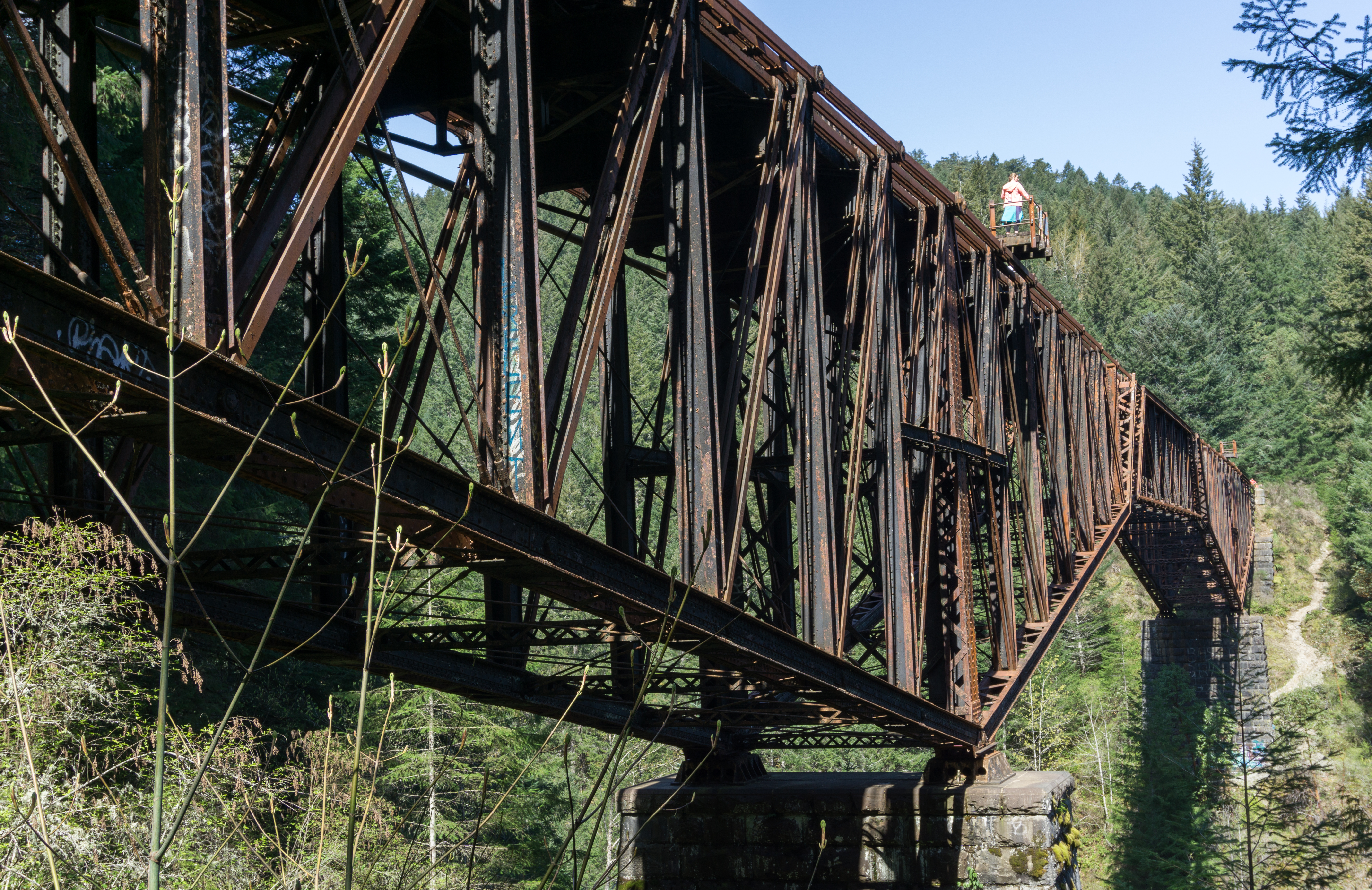
Der alte Gerberträger der Cisco Bridge ist heute Teil der Niagara Canyon Bridge auf Vancouver Island, Foto von 2018

Der demontierte Gerberträger wurde nach Vancouver Island transportiert, wo er etwa 20 Kilometer nordwestlich von Victoria für den Neubau der Niagara Canyon Bridge über den Niagara Creek, am nordwestlichen Rand des heutigen Goldstream Provincial Park, weiterverwendet wurde. Die Brücke ersetzte hier eine alte Holz-Trestle-Brücke der Esquimalt and Nanaimo Railway, die 1905 von der CPR übernommen und 2006 an eine Stiftung ortsansässiger Indianerverbände veräußert wurde.